# Kapucinusok
A kapucinus rend (OFM Cap.) a ferences rend ún. obszerváns ágából kiindult reform eredményeként született. Megalakulása Matteo da Bascio testvér nevéhez fűződik, aki társaival együtt vissza akart térni a teljes szegénység eredeti eszményéhez, még külsőben is utánozva Szent Ferencet.
E reformág tagjai szakállt és csuhájukon hegyes csuklyát, kapucnit hordtak, azaz caputiumot viseltek – innen származik a kapucinus elnevezés. Nagyobb hangsúlyt kapott életükben a csöndes, imádságos visszavonultság, ugyanakkor – ha a körülmények úgy kívánták – működtek mint betegápolók, tábori lelkészek, népszónokok és hittérítők is.

## Történet

### Kezdetek
A rendet 1525 körül alapították, amikor Matteo da Bascio  (1495-1552) ferences szerzetes – akit az itáliai Marche régióban szenteltek pappá – meg volt győződve arról, hogy a korabeli ferencesek által vezetett életmód nem az, amit Szent Ferenc elképzelt. Szeretett volna magányosan és bűnbánattal visszatérni az eredeti életmódhoz, ahogyan rendje alapítója gyakorolta.
Elöljárói megpróbálták elnyomni az elképzeléseit, így Matteo és első társai kénytelenek voltak elrejtőzni az egyházi hatóságok elől, akik le akarták tartóztatni őket vallási kötelességeik elhagyása miatt. Matteo és barátai végül a kamalduli szerzeteseknél találtak menedéket.
1528-ban Caterina Cibò, Camerino hercegnőjének közvetítésével Matteo megszerezte VII. Kelemen pápa jóváhagyását, aki bullájával lefektette a rend jogi alapját.
Kezdetben Matteo követőivel remete életmódot élt, Szt. Ferenc nyomán, hiszen az év felét ő is remeteségben töltötte. Később, az 1536-os rendi káptalanon – maradva a Szt. Ferenc-i hűségben – engedtek a szigorú remeteségből.
A rend terjedését akadályozta III. Pál dekrétuma (1537), mely szerint Itália határain túl tilos volt; XIII. Gergely bullája (1573) azonban megszüntette ezt az akadályt, és a rend hamarosan elterjedt mindenfelé.

### Későbbiek
A 16. században a kapucinusok száma már mintegy 14 ezer szerzetes volt. A közösség végleges önállóságát azonban csak 1619-ben nyerte el. Ekkor V. Pál külön generális vezetése alá helyezte őket.
A rend tagjainak száma tovább nőtt az 1600-as és az 1700-as évek közepe között. Végül elérték a 34 ezer fő szerzetest. Ezek voltak azok az évek is, amikor a rend módosította néhány kezdeti jellemzőjét, de közben hű maradt a radikális szegénység fogadalmához. Nagyon aktívak voltak a missziókban is: például, amint Pellegrino da Forlì beszámol róla, az agrai indiai érsekséget 1703 óta a rendre bízták.
Az újkori forradalom és a szekularizáció sokat ártott a rendnek, mindazonáltal mind az öt világrészben elterjedt.

### 20-21. század
Világszéles létszámuk a következőképp változott: 
- 1950-ben 13 268
- 1960-ban 14 576
- 1970-ben 13 677
- 1980-ban 11 622
- 1992-ben 11 238
- 2000-ben 10 831
- 2010-ben 10 771

2018 júniusában világszerte 10 480 ezer kapucinus élt, akik közül 7070 pap volt, akik a világ 108 országában éltek és dolgoztak 
Kontinensenként a létszámuk (2018. jún.) :
- Afrika: 1357;
- Dél-Amerika: 1657;
- Észak-Amerika: 664;
- Ázsia-Óceánia: 2339;
- Nyugat-Európa: 3500;
- Közép-Kelet-Európában: 769.

### Magyarországon
Magyarországon 1674-ben telepedtek meg a felvidéki, bazini kolostor alapításával. Mórra a feljegyzések tanúsága szerint 1695-ben érkezett a kolostort szervező rend megbízottja.
1935-ben az országban négy rendházuk volt: Budapest, Mór, Tata-tóváros, Máriabesnyő településeken.
2020 táján két rendházuk működik, Móron és Budán.

## Életmódjuk
Magyarországon az életük reggel fél hétkor olvasmányos imaórával kezdődik, azt elmélkedés követi. Ezután a reggeli dicséret következik, délelőtt pedig a ház körüli munkák.
Délben közös imádság, délután mindenki végzi az evangelizáló küldetését.
Este 6 órakor közös szentmisén vesznek részt, majd esti dicséretet tartanak, vacsora után pedig testvéri együttléttel telik az idő. Este 10 órakor térnek nyugovóra. A kompletóriumot – a nap imaösszegzését – mindenki egyénileg végzi.